# 소디엑
소디엑(XODIAC)은 원 쿨 잭소(One Cool Jacso)가 결성한 대한민국의 보이 밴드이다. 이 그룹은 9명의 멤버로 구성된다: 현식, 자얀, 렉스, 범수, 규민, 웨인, 씽, 다빈, 리오. 이 그룹은 2023년 4월 25일 공식 데뷔했으며 당시 발매된 디지털 싱글 타이틀은 Throw A Dice이다.

## 이름
그룹 이름 XODIAC은 "Zodiac"에서 유래되었으며, 개성을 활용하여 자신들만의 독특한 길을 찾겠다는 그룹의 추구를 의미한다.XODIAC의 "X"는 '무한한 가능성을 지닌 우주 또는 무한함'을 암시한다.

## 구성원
- 현식 - 조선민주주의인민공화국
- 자얀 (Zayyan) - 세네갈
- 렉스 - 홍콩
- 범수 - 대한민국
- 규민 - 대한민국
- 웨인 - 대한민국
- 씽 - 세네갈
- 다빈 - 대한민국
- 리오 - 홍콩/세네갈 (이중 국적)

## 음반

### EP
- Throw A Dice (2023년 6월 7일 발매)
- SOME DAY (2024년 9월 25일 발매)

### 싱글

#### 2023년
- Throw A Dice
- Special Love
- Lemonade
- Only Fun
- First Snow

#### 2024년
- XOUL DAY

## 수상 경력
| 날짜      | 시상식                          | 부문                   | 비고   |
| 2022년    | 2022년                          | 2022년                 | 2022년 |
| --------- | ------------------------------- | ---------------------- | ------ |
| 12월 20일 | Weibo Account Festival 2022     | 기대되는 신인 보이그룹 | [ 3 ]  |
| 2024년    |                                 |                        |        |
| 03월 27일 | Universal Superstar Awards 2024 | Universal Hot Focus    | [ 4 ]  |